# Pharaphodius massaicus
Pharaphodius massaicus es una especie de escarabajo del género Pharaphodius, tribu Aphodiini. Fue descrita científicamente por Gerstaecker en 1884.
Se distribuye por Kenia. Mide aproximadamente 6,9 milímetros de longitud. Se ha registrado a elevaciones de 500-600 metros.